# Mischelement
Ein Mischelement ist ein chemisches Element, von dem in der Natur mehrere Isotope existieren. Es besteht also aus mehreren unterschiedlichen Atomsorten, die alle die gleiche Anzahl Protonen, aber eine unterschiedliche Anzahl Neutronen im Atomkern enthalten.
Die meisten der natürlich vorkommenden Elemente (siehe Nuklidkarte und Liste der Isotope) sind Mischelemente. Davon hat Zinn (Sn) mit 10 stabilen Isotopen die höchste Anzahl natürlich vorkommender Isotope. Nur 22 Elemente sind Reinelemente. Von diesen sind auch nur 19 absolut stabil; Thorium, Plutonium und Bismut sind dagegen radioaktiv, allerdings mit sehr langen Halbwertszeiten.
Auch bei einigen Mischelementen gibt es natürliche radioaktive Isotope, deren Halbwertszeit oft Millionen Jahre beträgt. Somit sind viele Mischelemente grundsätzlich – wenn auch leicht – radioaktiv. Durch den radioaktiven Zerfall ändert sich das Isotopen-Verhältnis von beispielsweise Kalium in seinen Verbindungen mit der Zeit. Dies kann zur Altersbestimmung von Fossilien benutzt werden. Von Bedeutung ist ebenfalls die Radiokohlenstoffmethode.
| H  |    |    |    |    |    |    |    |    |    |    |    |    |    |    |    |    |    |    |    |    |    |    |    |    |    |    |    |    |    |    | He |
| Li | Be |    |    |    |    |    |    |    |    |    |    |    |    |    |    |    |    |    |    |    |    |    |    |    |    | B  | C  | N  | O  | F  | Ne |
| Na | Mg |    |    |    |    |    |    |    |    |    |    |    |    |    |    |    |    |    |    |    |    |    |    |    |    | Al | Si | P  | S  | Cl | Ar |
| K  | Ca | Sc |    |    |    |    |    |    |    |    |    |    |    |    |    |    | Ti | V  | Cr | Mn | Fe | Co | Ni | Cu | Zn | Ga | Ge | As | Se | Br | Kr |
| Rb | Sr | Y  |    |    |    |    |    |    |    |    |    |    |    |    |    |    | Zr | Nb | Mo | Tc | Ru | Rh | Pd | Ag | Cd | In | Sn | Sb | Te | I  | Xe |
| Cs | Ba | La | Ce | Pr | Nd | Pm | Sm | Eu | Gd | Tb | Dy | Ho | Er | Tm | Yb | Lu | Hf | Ta | W  | Re | Os | Ir | Pt | Au | Hg | Tl | Pb | Bi | Po | At | Rn |
| Fr | Ra | Ac | Th | Pa | U  | Np | Pu | Am | Cm | Bk | Cf | Es | Fm | Md | No | Lr | Rf | Db | Sg | Bh | Hs | Mt | Ds | Rg | Cn | Nh | Fl | Mc | Lv | Ts | Og |
| -- | -- | -- | -- | -- | -- | -- | -- | -- | -- | -- | -- | -- | -- | -- | -- | -- | -- | -- | -- | -- | -- | -- | -- | -- | -- | -- | -- | -- | -- | -- | -- |

| 10 Isotope | 9 Isotope | 8 Isotope | 7 Isotope | 6 Isotope | 5 Isotope | 4 Isotope | 3 Isotope | 2 Isotope | Reinelement | künstliches Element |